# Déjà Vu (videogioco)
Déjà Vu o Deja Vu, sottotitolato A Nightmare Comes True in molte edizioni, è un videogioco di avventura grafica pubblicato nel 1985 per Macintosh e negli anni successivi per i computer Amiga, Apple IIGS, Atari ST, Commodore 64, MS-DOS e Windows 3.1 dalla Mindscape, oltre che per la console NES dalla Kemco e per il computer giapponese PC-98 dalla Pack-In-Video.
Déjà Vu è la prima di quattro avventure grafiche sviluppate da ICOM Simulations sul motore grafico MacVenture, tra le quali il suo seguito Déjà Vu II: Lost in Las Vegas. È un giallo e come ambientazione è più realistico degli altri due titoli successivi, Uninvited e Shadowgate, poiché non sono coinvolti elementi fantastici.

## Trama
Gli eventi si svolgono a Chicago nel dicembre 1941. Protagonista è Theodore Harding detto "Ace", un ex pugile che lavora come investigatore privato. Una mattina si sveglia nei bagni di un locale chiamato "Joe's Bar", colpito da una forte amnesia; non ricorda neanche il suo nome. Nell'ufficio al piano di sopra viene trovato un uomo morto, e Ace è accusato dell'omicidio. Ci sono alcuni indizi circa l'identità dell'uomo ucciso e dello stesso Ace. Una cinghia sulla sedia, fiale misteriose e una siringa vengono trovate sulla scena, il che suggerisce (insieme al segno di una puntura sul braccio di Ace) che un qualche tipo di tortura ha avuto luogo. Ace deve evitare di essere arrestato, e al tempo stesso cercare di recuperare la memoria per capire cos'è successo.
Gli avversari che incontra al di fuori del bar sono rapinatori, la polizia e una vecchia conoscenza. Il passato da pugile di Ace si rivela utile in alcune occasioni. Deve trovare degli indirizzi intorno al bar di Joe, e poi effettuare corse in taxi per alcune tappe, tra cui il suo ufficio per raccogliere più elementi e svelare la storia. Si tratta di un sequestro di persona in cui Ace ha avuto una parte, ma la sua memoria manca di dettagli importanti.

## Modalità di gioco
Déjà Vu è caratterizzato da un'interfaccia a finestre, dove si selezionano comandi e oggetti con un puntatore. La finestra più grande mostra una visuale in prima persona statica dell'ambiente attuale. Un'altra finestra contiene l'inventario scorrevole degli oggetti trasportati, rappresentati graficamente (solo su NES è un elenco testuale); certi oggetti possono essere a loro volta aperti per mostrare ulteriori finestre di inventario con il loro contenuto, ad esempio un cappotto contiene un portafoglio che contiene altro ancora. Le altre finestre includono un'area per i messaggi di testo, un menù dei comandi, e una piccola mappa delle uscite dal luogo attuale. I comandi possibili sono (tradotti dall'inglese) esaminare, aprire, chiudere, parlare, azionare, andare, colpire, consumare. Si può dare un comando su un oggetto presente nell'ambiente o nell'inventario (o su una finestrella self per agire su sé stesso), trascinare oggetti per spostarli, doppiocliccarli per effettuare azioni rapide.
Alcune situazioni sono basate sulle comuni tecniche investigative, mentre altre richiedono l'uso della violenza. È possibile acquisire armi e altri oggetti usando del denaro, che può essere vinto al casinò con una slot machine. È tuttavia facile incontrare individui che tenteranno di rapinare Ace; subire una rapina comporterà la perdita di tutto il denaro (essenziale in quanto senza non è possibile prendere i taxi).
C'è un tempo limite dovuto agli effetti della droga somministrata al protagonista, che dev'essere contrastata prima che le sue condizioni mentali peggiorino in modo irreparabile. È stato rimosso dalla versione NES, che venne anche un po' edulcorata per la censura.

## Accoglienza
Déjà Vu si fece notare come un'esperienza per certi versi completamente nuova. Era la prima avventura per Macintosh a utilizzare con efficacia l'ambiente a finestre e icone proprio del sistema. Anche nella conversione per Amiga dell'anno successivo rappresentava un primo, notevole utilizzo dell'ambiente WIMP, e contribuì allo stabilirsi di uno standard per i giochi d'avventura che si affermò sempre più.
L'accoglienza della critica a Déjà Vu di solito fu buona o molto buona in tutte le versioni.
Il gioco per Macintosh ha vinto ai premi Achievement in Software della Software Publishers Association relativi al 1985, nelle categorie "miglior prodotto da intrattenimento" e "miglior nuovo mondo" (riferito all'ambientazione).

## Serie
Nel 1988 venne pubblicato un sequel, Déjà Vu II: Lost in Las Vegas, anch'esso per Macintosh e successivamente convertito per numerose piattaforme.
Una raccolta di entrambi i capitoli, intitolata Déjà Vu I & II: The Casebooks of Ace Harding, fu pubblicata dalla ICOM nel 1992 per MS-DOS e Windows 3.1.
Un remake di entrambi i capitoli uscì per Game Boy Color nel 1999, e successivamente anche per Pocket PC, utilizzando nuovamente il titolo Déjà Vu I & II: The Casebooks of Ace Harding.
Nel 2015 la Zojoi LLC ha pubblicato separatamente i due capitoli di Déjà Vu in versioni emulate per Windows e macOS su Steam, all'interno della MacVenture Series. Queste edizioni permettono di riprodurre gli originali per Macintosh oppure per Apple IIGS, con la possibilità di ingrandire le immagini dei luoghi a tutto schermo.